# St.-Wenzels-Kirche (Václavice)

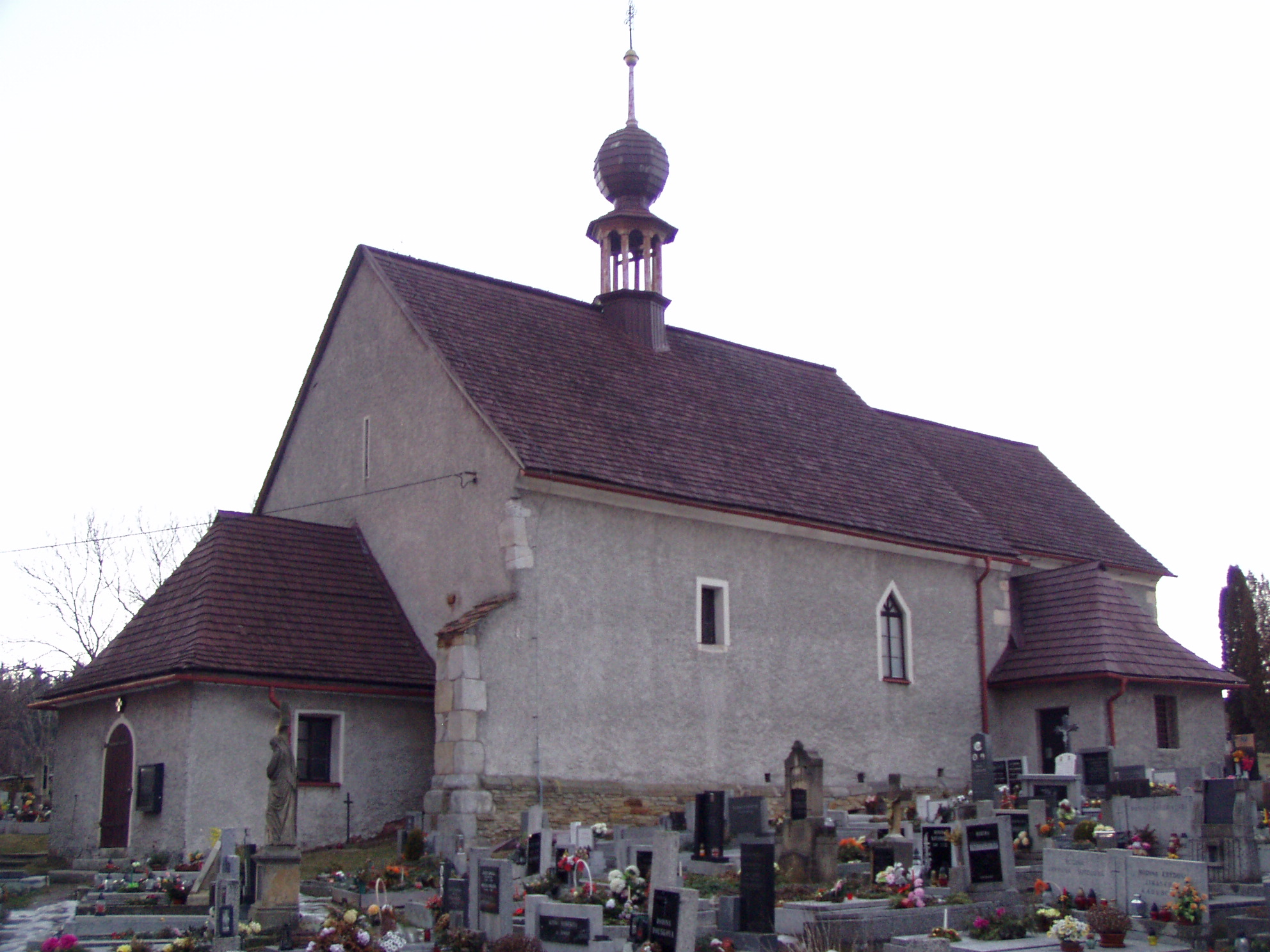
St.-Wenzels-Kirche

Die St.-Wenzels-Kirche (Kostel svatého Václava) in Václavice (Wenzelsberg) ist eine Filialkirche von Nové Město nad Metují im Bistum Hradec Králové. Sie wurde um die Mitte des 13. Jahrhunderts am historisch bedeutenden Ort Dobenín errichtet.

## Geschichte

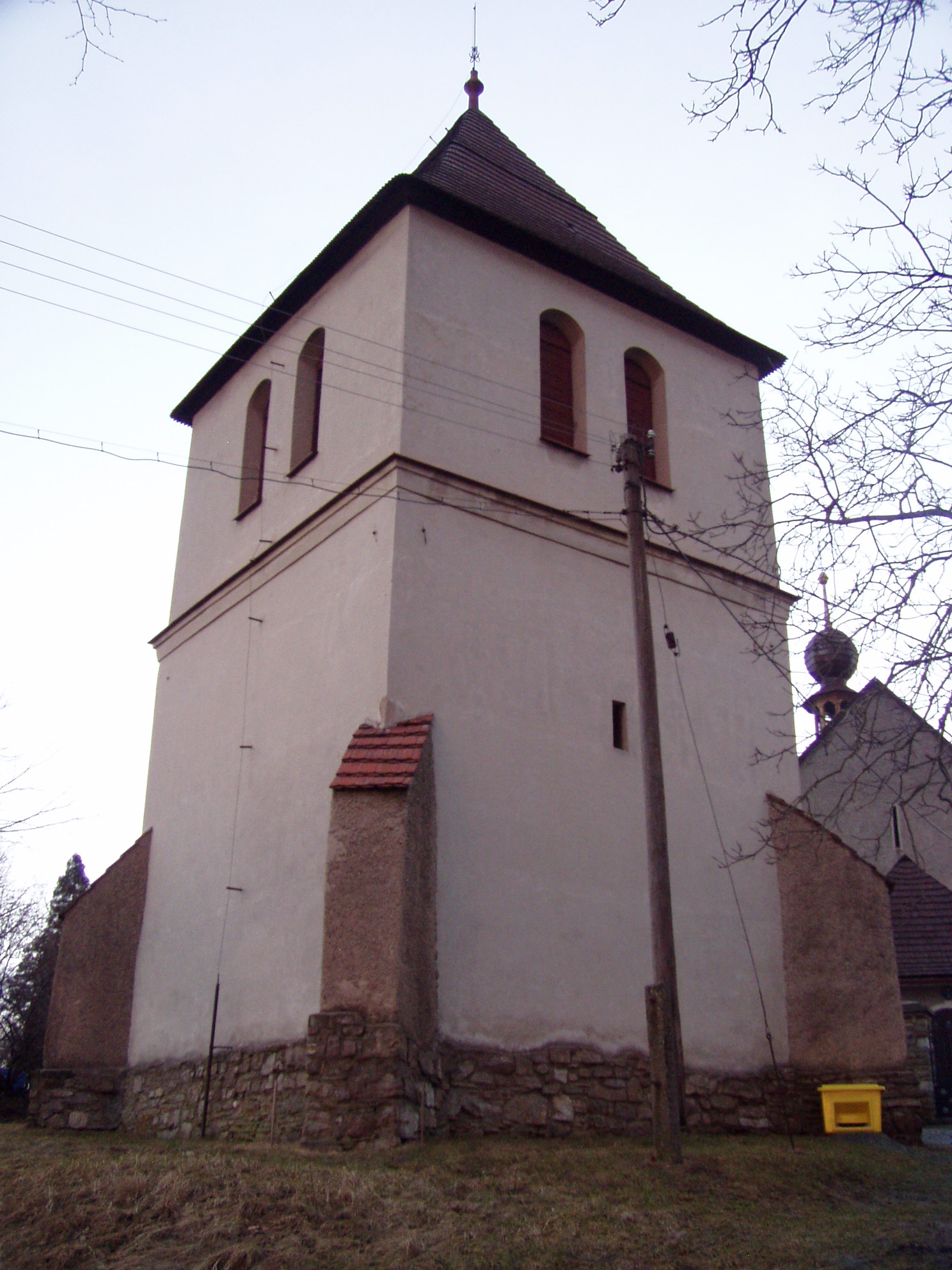
Der freistehende Glockenturm

Die 1369 erstmals erwähnte Kirche wurde vermutlich deutlich früher errichtet, da für das Jahr 1259 eine Pfarre belegt ist. Sie lag an einem strategisch bedeutenden Platz oberhalb des Branka-Passes, der als „zemská brána“ (Landestor) bezeichnet wird. Vermutlich deshalb wurde sie dem böhmischen Landesheiligen Wenzel geweiht. Zusammen mit dem Markt Provodov gehörte sie dem Kloster Břevnov. Zu ihrem Pfarrsprengel sollen 11 Ortschaften gehört haben. Nachdem der Markt von Provodov nach Politz verlegt worden war, verlor Provodov und mit ihm auch Dobenín an Bedeutung.
Während der Hussitenkriege wurde die Kirche zusammen mit Dobenín am 3. Januar 1424 zerstört. Obwohl die Siedlung dadurch erlosch, wurde die Kirche 1568 instand gesetzt. Damals errichteten die Ritter Straka von Nedabilitz (Strakové z Nedabilic) eine Familiengruft in der Kirche, in der u. a. Peter Straka von Nedabilitz (Petr z Nedabilic, † 1646) beigesetzt wurde. Um das Jahr 1700 stiftete Anna Viktoria Ludmila Kolowrat-Liebsteinsky († 1738), Ehefrau des Grundherrn der Herrschaft Nachod, Lorenzo Piccolomini, der St.-Wenzels-Kirche den geschnitzten Hauptaltar.
1786 erwarb Rudolph Joseph von Colloredo Parzellen des Kirchengrundes nach emphyteutischem Recht und begründete darauf unterhalb des historischen Dobenín das Dorf Václavice, dessen Ortsname sich von der Kirche ableitet. Zu Beschädigungen am Kirchengebäude und der Inneneinrichtung kam es auch im Deutschen Krieg 1866, als auf der Hochebene zwischen Václavice und Vysokov Kämpfe der Schlacht bei Nachod stattfanden. Die getöteten Soldaten wurden auf dem Kirchenfriedhof bestattet. Eine umfassende Renovierung der Kirche stiftete 1925 der Textilindustrielle Josef Bartoň-Dobenín, dem 1912 das Adelsprädikat „von Dobenín“ verliehen worden war.

## Architektur und Ausstattung
Die ursprünglich im romanischen Stil errichtete Kirche wurde vermutlich im 13./14. Jahrhundert im Stil der Gotik umgebaut. Der einschiffige Bau mit einem Kreuzgewölbe im rechteckigen Presbyterium erhielt im Westen eine kleine Vorhalle und an der Südseite einen Sakristeianbau. Im Giebel der Vorhalle verweist ein Wappen mit einem Abtsstab auf den ursprünglichen Besitzer, das Kloster Břevnov.
Neben der Kirche steht ein freistehender Glockenturm mit zwei Glocken.